# Штрален
Штрален (нем. Straelen ['ʃtraːlən]) — город в Германии, в земле Северный Рейн-Вестфалия.
Подчинён административному округу Дюссельдорф. Входит в состав района Клеве.  Население составляет 15,7 тыс. человек (2009); в 2000 г. - 15,3 тысяч. Занимает площадь 74 км². Официальный код  —  05 1 54 052.